# Gle Punceuk Krueng Uneun
Gle Punceuk Krueng Uneun är ett berg i Indonesien.   Det ligger i provinsen Aceh, i den västra delen av landet, 1 700 km nordväst om huvudstaden Jakarta. Toppen på Gle Punceuk Krueng Uneun är 782 meter över havet.
Terrängen runt Gle Punceuk Krueng Uneun är kuperad åt nordost, men åt sydväst är den bergig. Runt Gle Punceuk Krueng Uneun är det mycket glesbefolkat, med 2 invånare per kvadratkilometer. I omgivningarna runt Gle Punceuk Krueng Uneun växer i huvudsak städsegrön lövskog.